# 윤종용
윤종용(尹鍾龍, 1944년 1월 22일~)은 대한민국의 기업인이다. 지금은 국제전기전자기술자협회(IEEE)의 명예회원이자, 한국공학교육인증원의 이사장이다.

## 약력
- 일제강점기 경상북도 영천군(지금의 대한민국 경상북도 영천시) 출생
- 1962년 : 경북대학교 사범대학 부설고등학교 졸업
- 1966년 : 서울대학교 전자공학과 졸업/삼성그룹 입사
- 1988년 : 매사추세츠 공과대학교(MIT) 슬론 경영대학(Sloan School of Management)에서 Senior Executive 과정 수료
- 1992년 3월 : 삼성전자 가전 부문 대표이사 사장
- 1995년 : 삼성그룹 일본본사 사장
- 1996년 ~ 1999년 : 삼성전자 대표이사 사장
- 1998년 9월 : 한국공학한림원 이사장
- 2000년 1월 ~ 2008년 5월 : 삼성전자 대표이사 부회장
- 2002년 6월 ~ : 제2대 한국공학교육인증원 이사장
- 2004년 2월 : 한국전자정보통신산업진흥회 회장
- 2004년 5월 : 서울대학교 경영대학 초빙교수
- 2004년 11월 : 한국공학한림원 회장
- 2008년 5월 ~ 2011년 6월 : 삼성전자 상임고문
- 2008년 ~ : 국제전기전자기술자협회 IEEE 명예회원
- 수원 삼성 블루윙즈 프로축구단 구단주
- 2009년 9월 ~ : 새만금개발사업 명예자문관
- 2011년 7월 ~ 2015년 11월 : 국가지식재산위원회 위원장
- 2011년 : 국가과학기술위원회 위원장
- 고려대학교 경영대학 경영학과 교수
- 대구경북과학기술원 이사장

## 생애 및 업적
1944년 경상북도 영천 출생. 엔지니어 출신 전문 경영인으로 차세대 원천 기술 개발을 주도, 대한민국 전자 산업을 한 단계 발전시켜 기술 강국 건설에 기여했다. 메모리분야 세계 1위 및 TFT LCD부문을 세계 1위로 성장시켰으며, 오늘날의 삼성그룹 신화를 창조했다
1966년 대학을 졸업하고, 삼성 계열사였던 한국비료 공장의 건설현장에 취직해서, 공장을 건설하고 시운전을 하는 2년 동안 공장의 구조와 시스템 운영 방법 등을 배우며 현장 경험을 쌓았다.
입사하고 3년이 지난 후, 삼성그룹이 신규사업 개발을 위해 삼성물산 내부에 조직한 ‘개발부’에 합류했다. 이후 TV 설계를 맡게 되었으며, 1975년 처음으로 국산품 흑백TV를 출시했다. 그리고 컬러TV까지 성공적으로 만들어낸 뒤, 1986년 네덜란드 필립스 본사로 가서 기술경험을 익힌다.
이후 귀국해서, 제2의 반도체, '영상산업의 꽃'이라 불리는 TFT LCD 사업에 신규 진출해 1993년 세계 최초로 14.2인치 VGA TFT를 개발했고 1996년 21.2인치 EWS용 UXGA 세계 최초 개발, 1997년 30인치급 UXGA 개발에 이어 2001년 당시에는 TFT LCD 기술의 한계로 알려진 30인치를 극복하고, HDTV대응 40인치 WIDE-XGA를 세계 최초로 개발하는데 성공함으로써 고부가가치 디스플레이 시장을 선점했다.
1996년부터는 한국 반도체의 도약을 위해 비메모리분야의 집중 육성에 혼신의 힘을 쏟아 3년 만에 연간 비메모리 매출 10억불 달성을 이뤘다. 특히, 비메모리 사업 강화를 위해 인텔의 독점사업인 CPU와 차세대 제품으로 주목받는 복합칩 사업을 시작했다.

국제표준화 단체에서의 리더십 발휘를 통한 국가 이미지 및 경쟁력 제고에도 힘썼다. '국제기술 표준화 연구회'를 구성해 체계적인 표준화 활동의 기반을 마련하고, 표준화 추진 조직을 신설해 삼성전자의 표준화 전략방향을 제시했다. 업계 협력 및 한국의 기술적 위상 강화, 차세대 기술 표준화를 위한 사전 정보 교류 등 유무형의 성과도 거뒀다.
미래 경쟁력 강화를 위해 인재 양성을 위한 전문 연구소 운영 등 핵심 우수 인력 육성에 매진했고 국내외 9개 연구소를 설치해 명실상부한 '해가 지지 않는 연구소'를 운영했다. '우수한 인재 없이는 우수한 회사는 없다'는 경영철학에서도 알 수 있듯이 평소 종업원 하나하나의 소중함을 강조해왔다.

신설한 첨단기술연구소, 글로벌 마케팅연구소, 리더개발센터 등 전문화된 3개의 연구소는 조직 구성원들에게 자기개발의 동기를 부여함으로써 삼성전자가 세계 어느 선진기업보다도 우수한 인적자원을 보유하게 된 밑거름이 되었다. 또한 기업뿐만 아니라 국내 대학(서울대, 대구경북과학기술원, 경북대, 영남대)의 공학 교육 경쟁력 강화를 위해 20억 원 규모의 발전기금을 후원하여 미래 핵심인재를 육성하기 위해 힘썼다.

## 수상
- 1998년 : 미국산업 공학회(IIE) 「최고 경영자 상」 수상
- 2000년 : 미국 비즈니스위크 「1999년 세계의 경영자 25명」에 선정, 미국 포춘 「올해의 아시아 경영자」로 선정
- 2003년 : 한국 과학기술 훈장 창조장
- 2005년 : 미국 포춘 「영향력 큰 아시아 기업인 1위」에 선정
- 2007년 : 2008 미국 전기전자공학회(IEEE) 명예회원 선정
- 2012년 : 2013 세계 100대 최고경영자(CEO) 3위 선정